# سیکلوترون اورسی

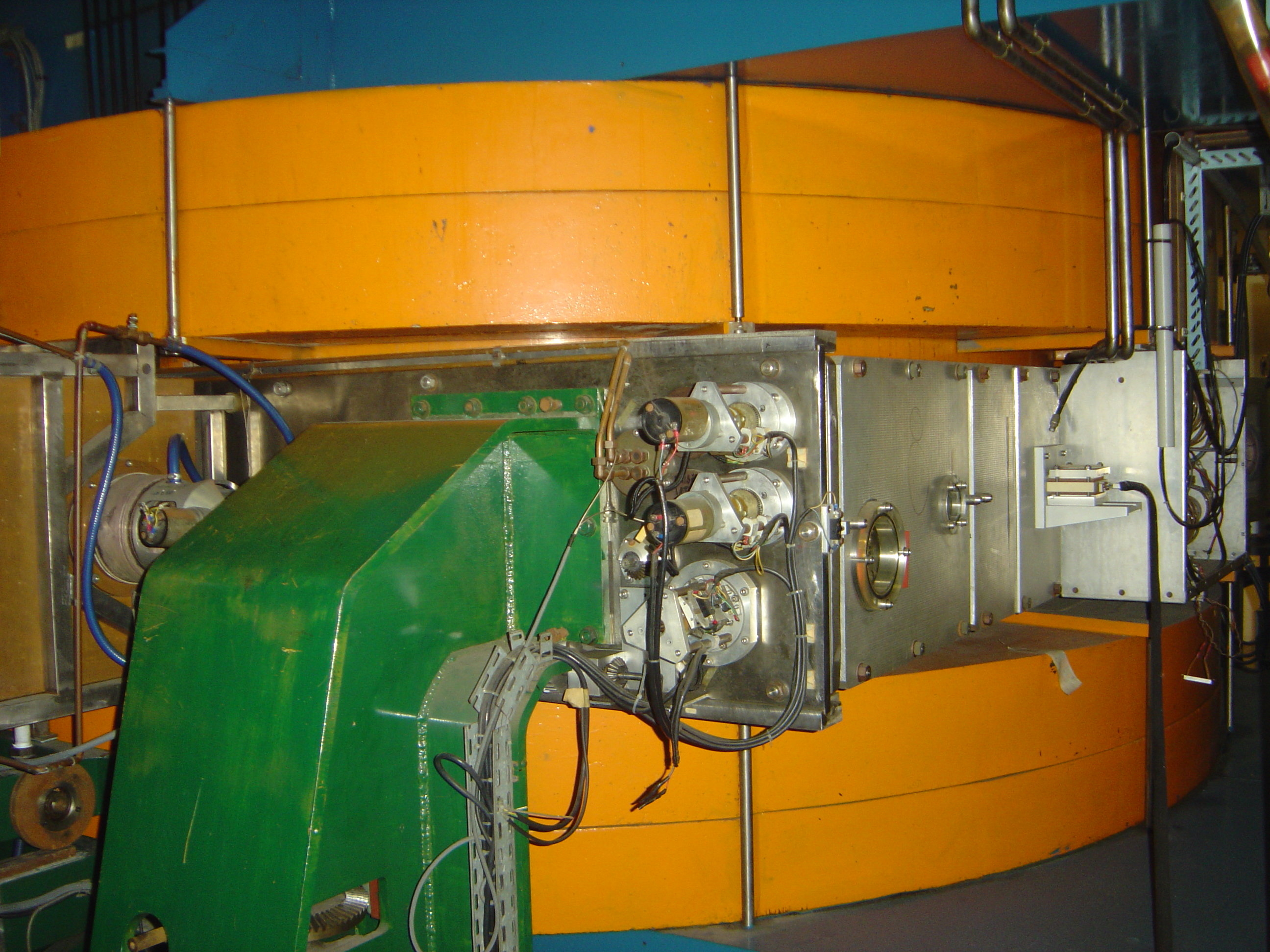
Synchrocyclotron d'Orsay

سیکلوترون اورسی یکی از سیکلوترون هاست که در اورسی حومه پاریس واقع شده است. از اشعه X تولید شده از آن برای آزمایش‌های مختلف استفاده می‌کنند. اشعه X حاصل از سیکلوترون اورسی را می‌توان در زمینه‌های تحقیقاتی مختلف نظیر بررسی آینه‌ها در اپتیک به کار برد. نیز می‌توان از آن جهت طیف‌سنجی فلورسانس استفاده کرد.
آینه‌ها در اپتیک انواع مختلف دارند که آینه‌های چند لایه‌ای یکی از انواع آینه‌هاست. برخورد اشعه X با سطح آینه‌های چند لایه‌ای سبب تغییر انعکاس پذیری این آینه‌ها می‌شود. علت این تغییر در انعکاس پذیری آینه‌های چند لایه‌ای تغییر ساختمانی آنهاست که در اثر دیفراکسیون براگ ایجاد می‌شود.